# Pechowa przesyłka
Pechowa przesyłka lub Przesyłka ekspresowa (tytuł oryginalny Overnight Delivery) – amerykański film fabularny z 1998 roku w reżyserii Jasona Blooma.

## Obsada
- Paul Rudd - Wyatt Trips
- Christine Taylor - Kimberly Jasney
- Reese Witherspoon - Ivy Miller
- Sarah Silverman - Turran
- Richard Cody - Raditch
- Gary Wolf - Snake
- Carl Anthony Payne II - Wheels
- Tamara Mello - Marita
- Larry Drake - doręczyciel Hal Ipswich

## Fabuła
Student Wyatt Trips, przekonany o zdradzie swojej narzeczonej, pisze do niej list, w którym zrywa z nią. Okazuje się, że jego podejrzenia były bezpodstawne. Rzuca się w pościg przez Stany Zjednoczone, aby zapobiec dostarczeniu przesyłki do ukochanej. W tej zwariowanej podróży towarzyszy mu przypadkowo poznana dziewczyna, piękna Ivy Miller. Para zakochuje się w sobie.